# Заалтарная башня
Заалтарная башня (Белуха) (другие названия — башня круглая Авраамиевская, Золотарная (по росписи 1706 г.), 16-гранная глухая — одна из башен Смоленского Кремля.

## История башни
Башня стояла за алтарём деревянной церкви (сожжена в 1611 г.), построенной преподобным Авраамием в XIII в., где хранились его мощи. При постройке башни под фундаментом стены была сооружена галерея («слух»). В 1609 г., во время первого штурма поляков, башня сильно пострадала; в 1611 г. во время аналогичных действий её деревянные конструкции выгорели полностью. В 1633 г. была одним из объектов, на которые нацеливались основные удары войска Шеина. К ней сапёрами были выведены подземные ходы. В 1706 г. башня была защищена земляной насыпью.
В начале XX в. со стороны города место возле башни было застроено, и осмотреть её можно было только с внешней стороны стены; в то же время снаружи крепости, против башни, ещё были видны остатки Шеиновских батарей и траншей (так называемые апроши полковника Фокса). В период 1941-43 гг. утратила покрывавшую её крышу, в связи с чем стала быстрее ветшать.

## Современное состояние башни
Имеется деревянная шатровая крыша. Внутри башни пустое пространство; имеются три яруса остатков перекрытий в виде металлических балок. Вход в неё — со стороны улицы Маршала Жукова. Он представляет собой большое отверстие, основание которого заложено метровой кирпичной кладкой, затрудняющей проникновение внутрь. К этой кладке вниз с улицы ведёт широкая каменная лестница из 13 ступеней. Можно подняться по внутренним лестницам: по южной — на прясло, ведущее к башне Воронина, по северной — на другой ярус самой башни. Южное прясло подвергалось ранее ремонту, однако напрясельные столбы не восстановлены. После 5-й внутренней арки заканчивается металлическая ограда диспансера. Внешняя сторона стены от Заалтарной башни до башни Воронина ранее ремонтировалась, но имеет много трещин и мест, откуда вывалились кирпичи.